# ویناریتسه (ناحیه بروون)
ویناریتسه (به چکی: Vinařice) یک منطقهٔ مسکونی در جمهوری چک است که در ناحیه بروون واقع شده‌است. ویناریتسه ۸۸ نفر جمعیت دارد.